# Onthophagus eburneus
Onthophagus eburneus là một loài bọ cánh cứng trong họ Bọ hung (Scarabaeidae).